# Game Dev Tycoon
『Game Dev Tycoon』（ゲーム デブ タイクーン）は、Greenheart Gamesが開発したゲーム開発会社経営シミュレーションゲームである。ガレージから始まる企業を大企業にすることを目的としている。
Greenheart Gamesのサイトでは、カイロソフトが発売した同種ソフト『ゲーム発展国++』に触発されたと語られている。

## 「公式海賊版」のリリース
Greenheart Gamesの創設者であるPatrick Klugは、本作の発売後まもなく、本作のフルバージョンを入手できるというTorrentファイルをファイル共有サイトにアップロードした。ファイルのタイトルには「FULL VERSION OF GAME DEV TYCOON for WINDOWS - CRACKED AND WORKING！」（Windows用Game Dev Tycoonのフルバージョン - コピープロテクト解除、正常に動作！）と記した。このファイルはフルバージョンと謳っているが、実際は正規版と内容が異なる。ゲームを進めていくと「ボス、当社の新ゲームをプレイしている多くのプレイヤーは、正規版を購入せずに海賊版をダウンロードしているようです。このまま購入してもらえなければ、当社は倒産してしまいます」とのメッセージが表示されるようになる。そして、ゲーム開発を行ってもコピープロテクトが解除され、結果的に開発資金が減少する。
この「公式海賊版」は、海賊版をダウンロードする人々にゲーム開発者の苦悩を身をもって体験してもらうという目的で配信されたものである。海賊版は上記の仕様によりゲームが進行しなくなることから、配信後、海賊版を入手したユーザー達がゲームwikiなどでゲーム内の海賊行為を抑制するための情報を求め始めるという皮肉な状況が生まれた。
リリースから5年後の2018年3月9日にアップデートが入り、正規版でも上記の公式海賊版の仕様を体験できるようになる「海賊版モード（Pirate Mode）」が追加された。こちらではコピーガードの開発など海賊行為への対抗手段がゲーム内に用意されているが、コピーガードを導入すると不満を抱いた海賊版ユーザーから理不尽な文句や暴言などのメールが送られてくる仕様になっている。このメールは実際にGreenheart Gamesに届いた文章を使っており、開発者のKlugは「我々自身のリアルな体験にもとづいたもの」と語っている。